# パンダ (チーズ)
パンダ (Panda、アラビア語: باندا) は、エジプトの食品会社アラブ・デイリー（英語: The Arab Dairy Products Co.）が製造しているチーズのブランド。会社の設立は1985年であるが、このブランドは1991年に生産が始まった。

## テレビ・コマーシャル
「Never Say No to Panda」（「パンダにノーと言うな」、「パンダがいらないなんて言うな」といった意味）は、広告代理店アドヴァンス・マーケティング&アドヴァタイジング (Advantage Marketing & Advertising) が、アラブ・デイリーのために企画し、2010年にテレビでの放映を始めたパンダ・チーズのテレビ・コマーシャル・シリーズ。このチーズを試そうとしない人々を怖がらせるジャイアントパンダが登場する一連のコマーシャルは、SNSなどで拡散され、多くのひとが知るヒット作となった。この広告の制作にあたったのは、広告代理店エレファント・カイロ (Elephant Cairo) で、脚本はアリ・アリ (Ali Ali) とマゲド・ナサル (Maged Nassar) が書いている。

### 設定
このシリーズの各篇では、登場した人物がパンダ・チーズを勧められ、これを断る。すると、突如としてジャイアントパンダが目の前に現れ、バディ・ホリーの歌う「True Love Ways」が流れ出す。パンダは、断った人物をしばし凝視し、何も言わないまま、突如暴力を爆発させ、周りのものを壊し始め、オフィスではコンピュータを破壊し、厨房では作りかけのピザにマリナーラソースをぶちまける。グロサリー（食料品店）で買い物する父子が登場するものは2篇ある。息子が、パンダ・チーズを買おうと父親に言うが、父親は、もうショッピングカートが満杯だと答える。するとパンダが登場し、父親をしばし凝視してから、突然ショッピングカートを倒す。もうひとつの篇では、再びグロサリーにやってきた父子がパンダに気づき、パンダに怯えた父親は、パンダ・チーズを2箱買い、父子は何事もなく立ち去っていく。

### 受賞
2010年、このコマーシャルは5月に開催されたドバイ・リンクス国際広告祭において、2部門でグランプリを受賞し、6月にはカンヌ国際広告祭においてフィルム部門の銀獅子賞を受賞、さらにエピカ賞ではフィルム部門の金賞を受賞した。